# Place Saint-Jean-de-Malte
La place Saint-Jean-de-Malte est une place d'Aix-en-Provence, dans le département des Bouches-du-Rhône, dans la région Provence-Alpes-Côte d'Azur.

## Situation et accès
Elle est située dans le quartier Mazarin, à l'extrémité de la rue Cardinale, devant l'église Saint-Jean-de-Malte et l'ancien palais du prieuré de Saint-Jean-de-Malte.

## Origine du nom
Elle porte le nom de l'ancienne commanderie des Hospitaliers de l'ordre de Saint-Jean de Jérusalem, occupée depuis 1838 par le musée Granet, dont la façade principale sur la place et la toiture correspondante sont classées au titre des monuments historiques par arrêté du 7 novembre 1979 et de l'église Saint-Jean-de-Malte attenante.

## Historique
En 1645, Michel Mazarin, le nouvel archevêque d'Aix-en-Provence, nommé sur proposition de son frère, le cardinal Jules Mazarin, par le pape Innocent X, parvient à faire accepter un projet d'extension de la ville vers le sud. il demande au roi Louis XIV l'autorisation d'abattre le rempart sud de la ville entre la porte des Augustins et la Plateforme pour y bâtir un nouveau quartier, évoquant des raisons d'ordre démographique et esthétique, mais aussi des impératifs de sécurité. La faveur lui est accordée par lettres patentes enregistrées par le Parlement d'Aix le 15 février 1646.
Il lance dès l'année suivante, avec l'aide du promoteur Henri Hervard d'Hevinquem, une opération d'urbanisme de grande ampleur qu'il confie à l'architecte Jean Lombard (1580-1656). Ainsi naît ce quartier qui porte aujourd'hui son nom, conçu selon un plan en damier, inspiré de la Renaissance italienne, contrastant avec l'irrégularité de l'espace médiéval situé au nord de la ville. 

## Bâtiments remarquables et lieux de mémoire
- L'église Saint-Jean-de-Malte : elle appartenait, avant la Révolution aux chevaliers de l' Ordre souverain militaire hospitalier de Saint-Jean de Jérusalem — appelés également chevaliers de Malte — établis à Aix dans la première moitié du XIIe siècle, quelques années à peine après après leur institution à Jérusalem. Elle est située à proximité immédiate du palais abritant la commanderie d'Aix-en-Provence, dépendante du grand prieuré de Saint-Gilles. Elle est intégrée, lors de la création du quartier Mazarin, de manière à se trouver au bout de l'un des axes forts de ce nouvel espace urbain, à l’extrémité de la rue Cardinale, à l'Est.
- Le musée Granet : Il est installé depuis 1838 dans l'ancienne commanderie des Hospitaliers de l'ordre de Saint-Jean de Jérusalem, dont le nom a été choisi pour rendre hommage au peintre et dessinateur néoclassique français François Marius Granet, membre de l'Académie des beaux-arts, conservateur au musée du Louvre et au château de Versailles, originaire d'Aix, qui légua à sa ville natale tous les tableaux et dessins en sa possession. Le musée fait partie des plus riches musées de province avec des collections majeures regroupant les principaux moments des écoles de peinture hollandaise, flamande et italienne mais aussi française du XVIe siècle au XXe siècle. Des salles d’archéologie sont consacrées à la statuaire de la ville protohistorique d'Entremont.
- La fontaine, ornée d'une croix de Malte, symbole de l'Ordre, que l'on peut voir sur le bas de la place, face à la rue Cardinale, date de 1862. Elle remplace une première fontaine, érigée en 1759, qui était l'œuvre de Georges Vallon (1688-1767), architecte de la ville et de la province au XVIIIe siècle, qui avait succédé dans cette charge à son père Laurent Vallon[3] en 1724 et qui fut, par ailleurs, le concepteur de la place d'Albertas[4]. La fontaine actuelle est adossée à un mur et son décor est inspiré des  Hospitaliers de Saint-Jean-de-Malte.